# 8551 Daitarabochi
8551 Daitarabochi este o planetă minoră (asteroid) din centura de asteroizi. A fost descoperită pe 11 noiembrie 1994 la Mount Nyūkasa Optical Observatory⁠(d) de Masanori Hirasawa⁠(d) și a fost numită după Daidarabotchi. 
Obiectul prezintă o orbită caracterizată de o semiaxă mare de 3,9960932 UAi, o excentricitate de 0,15, o înclinație de 14,15863 ° în raport cu ecliptica.